# Суломайские столбы
Суломайские столбы — памятник природы в Эвенкийском районе Красноярского края. Расположен на реке Подкаменная Тунгуска в 20-30 километрах от поселка Суломай. Это Тунгуский кряж Средне-Сибирского плоскогорья.
Памятник природы образован в 1985 году для сохранения уникального природного ландшафта, представляющего собой каньон протяжённостью около 500 м с крупными склонами высотой 120—150 метров и преобладанием скальных базальтовых столбов различной формы диаметром 6—10 метров при высоте 30—80 метров. Площадь — 1 тыс. га. На территории памятника природы запрещена любая вырубка лесов, все виды строительных работ, приводящих к нарушению экосистемы и природного ландшафта. Разрешены лишь традиционные виды охоты, рыбалка и оленеводство.
Скалы напоминают фигуры людей, поэтому они получили названия: «Бабушка», «Мать», «Дедушка», «Внучка» и так далее. Существует легенда об этих столбах. Местные жители рассказывают, что во время войны в этих местах от голода погибла семья. С тех пор появились каменные фигуры членов семьи, это и есть столбы.